# الجصة
الجُصَّة هي مكان لحفظ وتخزين التمر في المنزل، وهي تشبه المحراب الواقف، له باب ضيق في أعلاه ينزل منه من يريد أن يأخذ التمر إذا كان بعيداً عن متناول يده، وسميت بذلك لأنها تبنى بالجص، وفروش الحصى، ولا يدخل الطين في بنائها.

## الطريقة
يخزن صاحب البيت فيها ما يكفى من التمر لسنة كاملة، قبل أن ينضج المحصول الجديد من الرطب، إن كان قادراً على ذلك وتستخدم هذه الطريقة في تخزين محصول التمر في نجد بالمملكة العربية السعودية.

### بناء الجصة
يختار صاحب المنزل مكاناً قصياً لبناء «الجِصة»، ويحرص أن يكون بارداً وجافاً، ثم اختيار زاوية في الغرفة ليتم عمل أساس لجدرانها، أما من يبني الجصة فهم بناؤون محترفون عارفون برصّ ألواح الصخور فوق بعضها مستخدمين الجص المحلي المستخرج من طحن الصخور الجيرية، وترتفع بداية أرضيتها ذراعا أو تزيد بمقاييس البناء القديم، وذلك لعدم وجود أدوات قياس كحال البنائين اليوم، فالذراع يماثل نصف المتر تقريباً، ومن ثم تبنى الجدران في الداخل ب«حصى» سماكتها صغيرة تسمى «الفرش»، فيرتفع البناء ما يقارب المتر، فيتم سقف سطحها بالفروش من الحصى، وتبنى الجدران الخارجية باللبن والطين، بحيث يكون باب «الجِصة» معتدل الطول، كطول قامة الإنسان، أي عندما يقف من يريد إخراج التمر منها يكون الباب فوق وسطه، ليسهل عليه إخراج التمر بيسر وسهولة، وتقسم أرضية الجصة إلى نصفين بفرش من الحجر كبير في منتصفها طولاً، لوضع نوعين من التمر فيها، وقد يعمد البعض إلى تقسيمها إلى أربعة أقسام، إذا كان يملك أربعة أنواع من التمر وكان من الموسرين، وتكون «الجِصة» المقسمة إلى أربعة أقسام كبيرة الحجم بالنسبة إلى التي يتم تقسيمها إلى نصفين.

### مكونات الجصة
يوجد في أعلى الجصة فتحة دائرية تسمى (كوةّ) يلقى معها التمر من الزنابيل إلى داخل الجصة، كما تسمح لربة البيت بأخذ كمية من التمر بعد كبسة مدة من الزمن، والتي لا تزيد - عادة - عن الحاجة اليومية لأهل البيت أو لضيوفهم، ولمنع دخول الهواء الخارجي للجصة تسدّ الكوة بزنبيل من الخوص، وبسكب الأهالي الدبس (المتحصل) فوق التمر المرصوص داخل الجصة في فترات معينة، أما الماء فلا يسمح برشه أو سكبه داخل الجصة كي لا يفسد التمر أو يجعله رقيقاً فتختلط حباته بعضها ببعض وقد يتعفن.
ويوضع في أسفل الجصة ثقب صغير يسمح بخروج «دبس التمر» بعد رصّه، وأخيراً يوضع الباب المصنوع من الخشب بدقة متناهية، وقد يكون مزخرفاً حسب حالة صاحب البناء المادية، ويكون للباب قفل من الخشب؛ لضمان عدم وصول من في المنزل إليه إلاّ عند الحاجة.